# Jessica Gardiner

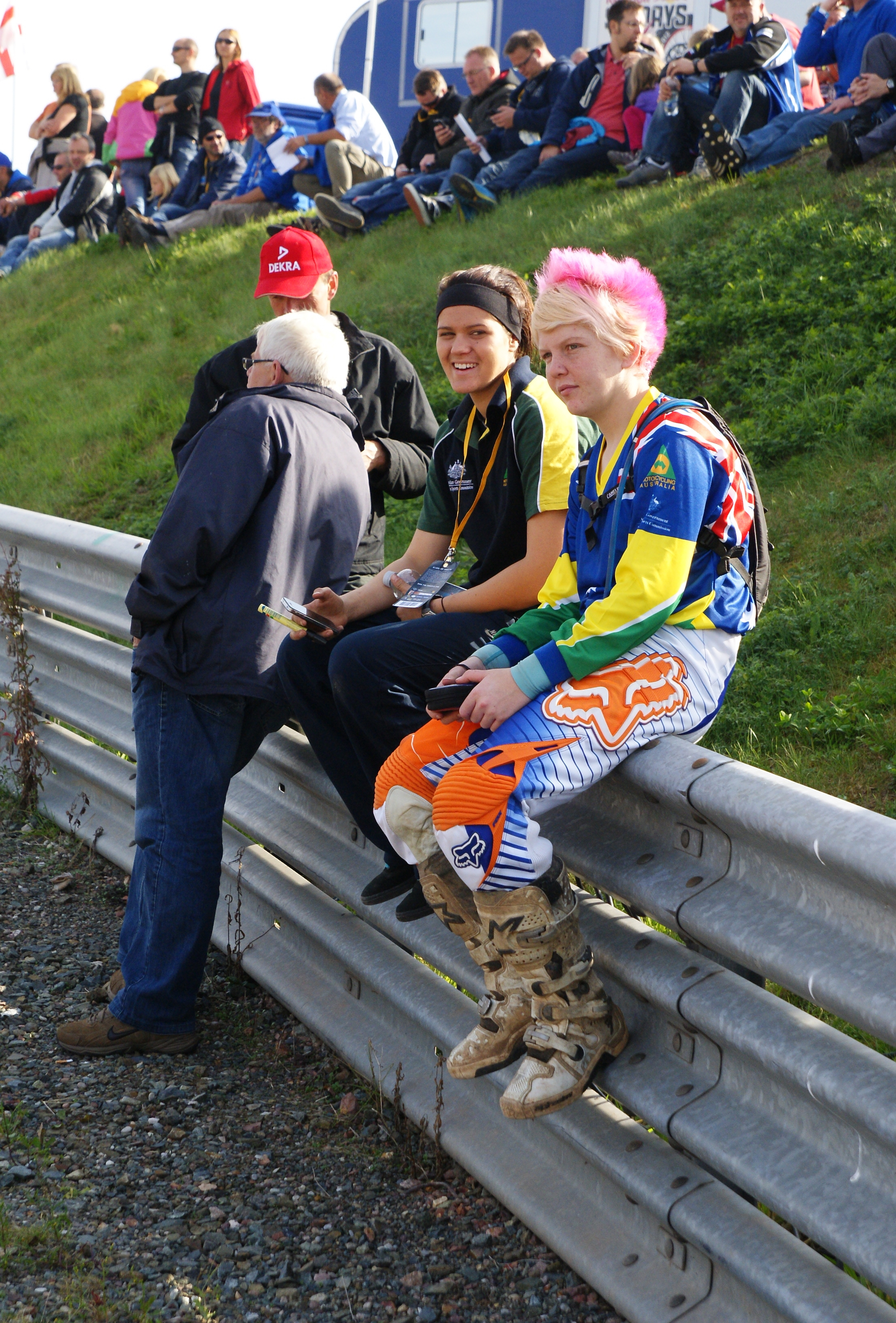
Jessica Gardiner (links) mit Tayla Jones während der 87. Internationalen Sechstagefahrt

Jessica Gardiner (* 21. März 1993 in Sydney) ist eine australische Endurosportlerin und mehrfach Mitglied der australischen Frauennationalmannschaft bei der Internationalen Sechstagefahrt.

## Karriere
Jessica Gardiner begann 2006 im Penrith Minibike Club mit Motorradrennen.
In der Junior Sprint und Cross Country Series in New South Wales gewann sie 2008 mehrere Einzelläufe.
Im Jahr 2009 gewann sie die Sprint Series, die Cross Country Series und die Enduro Series in New South Wales. Außerdem wurde sie punktgleiche Zweite im australischen Frauen-Moto-Cross-Wettbewerb „Girls on the Gas“ und gewann diesen Wettbewerb in New South Wales.
Im folgenden Jahr konnte sie ihre Titel in New South Wales bei der Sprint, der Cross Country und der Enduro Series verteidigen. Außerdem gewann sie das Valentine’s Women’s Cup Open und wurde australischer Offroad-Meister in der Klasse Senior Women und gewann die australische Viertagesfahrt. Sie wurde schließlich für die Nationalmannschaft für die 85. Internationale Sechstagefahrt (Six Days) in Mexiko nominiert. Auf Grund von Sicherheitsbedenken verzichtete Australien dann jedoch auf die Teilnahme.
2011 gewann Jessica Gardiner die Senior Women-Wertung der Oakdale Challenge. In der australischen Offroad-Series wurde sie Dritte und gewann erneut die australische Viertagesfahrt. Bei der 86. Internationalen Sechstagefahrt in Finnland war sie Mitglied des drittplatzierten Frauenteam. Gardiner selber musste am dritten Wettkampftag aufgeben.
Im Jahr 2012 startete Gardiner neben der australischen Offroad-Series, die sie gewann, auch in der Enduro-Weltmeisterschaft für Yamaha. Bei der 87. Internationalen Sechstagefahrt in Sachsen fuhr sie mit dem Team auf den dritten Platz. In der Einzelwertung wurde sie Sechste und gewann eine Silbermedaille. Ihren Titel bei der australischen Viertagesfahrt konnte Jessica Gardiner verteidigen.
Als Mitglied der Frauen-Nationalmannschaft bei den Six Days gewann sie zwischen 2013 und 2018 bislang sechs Mal aufeinanderfolgend die Womens Trophy.
Hauptberuflich arbeitet Jessica Gardiner als Muldenkipper-Fahrerin bei einem Bauunternehmen.